# Трёхречье (Китай)
Трёхре́чье — историко-культурная область в северной части Автономного района Внутренняя Монголия (КНР), образованная посёлками с русским населением в бассейне трёх рек, правобережных притоков реки Аргунь: Гэньхэ (Ган), Дэрбул (Тэлбур, Дербул, Тербул) и Хаул (Хауэрхэ, Хауль). На севере Трёхречье граничит с Россией. С южной стороны к нему примыкали посёлки Наиджин-Булакского района, лежащие в бассейне других трёх рек: Аргуни, Мергели и Тынхэ; формально они не входили в Трёхречье, но подчинялись ему административно.

## История
Коренное население края — монголы (отсюда обилие монгольских топонимов), однако с начала XX века здесь стали селиться и забайкальские казаки. Русские пригоняли сюда скот на пастбища, заготовляли сено, охотились, а иногда и распахивали плодородные целинные земли.
Количество русских в Трёхречье возросло в 1920-е годы за счёт контингента казачьих частей, расформированных по окончании гражданской войны. Около 1930 года к ним присоединились русские крестьяне, массово бежавшие от коллективизации. В результате русское население Трёхречья превысило 6 тысяч человек. В посёлках поддерживался быт, характерный для забайкальских казачьих станиц. Связи района с остальной Маньчжурией были существенным образом затруднены: железнодорожное сообщение отсутствовало, передвижение осуществлялось по грунтовым дорогам, не было мостов через крупные реки.
Несмотря на территориальную удалённость, Трёхречье, начиная с 1925 года, регулярно посещали епископы Харбинской епархии. Эти визиты имели, в том числе, и миссионерские цели, в частности на преодоление влияний старообрядцев, имевших священника Иоанна Старосадчева, проживавшего и проповедовавшего в посёлке Покровка. Благодаря усилиям епархиального духовенства православие в Трёхречье неизменно доминировало. Трёхреченцы отличались исключительной набожностью, однако местные китайско-монгольские власти ограничивали их религиозное рвение, препятствовали возведению православных храмов. До начала 1930-х годов на всей огромной территории Трёхречья служили лишь два—три священника. Эти ограничения были смягчены после 1932 года с началом японской оккупации Маньчжурии, чем немедленно воспользовались православные жители. К 1937 году количество храмов возросло настолько, что значительно превысило количество священников. Чтобы ликвидировать эту диспропорцию, епархиальные власти учредили в Трёхречье Богородице-Владимирский мужской монастырь, командировав туда четырёх иеромонахов Харбинского Казанско-Богородицкого мужского монастыря. В их обязанности входило окормление приходов, не имевших собственного причта. Пополнился и штат постоянных священнослужителей. В 1940 году руководство Харбинской епархии сочло возможным учредить отдельное Трёхреченское благочиние. В Трёхречье в 1920-е — 1950-е годы было в общей сложности 19 православных храмов и часовен.
После массового отъезда русских из Китая в Трёхречье осталось немало русских семей. В период китайской «культурной революции» они не смогли сохранить храмы, однако от верности православию не отреклись. Отсутствие в течение нескольких десятилетий пастырского окормления и церковной литературы привело практически к полному забвению местными православными канонических молитв, подавляющего большинства христианских праздников, имён святых и т. д. В то же время ими осознавалось значение таинства крещения, хотя и проявлялось это лишь в понимании, что нужно быть крещёным, повсеместно не прервалась традиция отмечать Пасху и Вознесение, а в некоторых сельских группах также Троицу, Девятую Пятницу, Петра и Павла, с присущей им празднично-религиозной и обрядовой атрибутивностью.
Сейчас русское население рассредоточено по 7—8 деревням. На середину 2000-х годов из 2,5 тысяч русских 1774 человек проживало в Эньхэ-Русской национальной волости. Люди старшего поколения говорят по-русски, а их дети и внуки — в основном по-китайски, хотя многие понимают русский язык. Кроме того, есть посёлки православных тунгусов и якутов. Хотя в устном и письменном общении большинство русских перешло на китайский язык, среди них сохранилось национальное самосознание, православная вера (взамен ранее закрытых в посёлке Лабудалинь китайскими властями в 1990 году построен Храм святителя Иннокентия Иркутского, освящённый в августе 2009 года), песни, танцы, праздничные обычаи, бытовые и поведенческие особенности. В селе Шивэй с 2008 года работает русский этнографический музей. В 2019 году отмечалось, что Трёхречье — одно из популярных направлений внутреннего туризма в Китае. По словам декана историко-филологического факультета Забайкальского государственного университета Евгения Дроботушенко китайские власти многое делают для развития региона и привлечения в него инвестиций и туристов. Однако он отмечает, что аутентичные постройки со временем разрушаются, а на месте старых зданий строят новые объекты. Русскоязычное население тоже постепенно ассимилируется.